# Campionato italiano di calcio da tavolo 2001
Il ventisettesimo campionato italiano di calcio da tavolo venne organizzato dalla F.I.S.C.T. a Bari nel 2001. La gara fu suddivisa nella categoria "Open", nella categoria "Under19" e nella categoria "Veterans" (Over36) categoria "Femminile". Le categorie "under15" e "Femminile" non furono disputate per mancanza di iscritti.

## Medagliere
| Pos. | Regione        |   |   |   | Totale |
| ---- | -------------- | - | - | - | ------ |
| 1    | Campania       | 1 | 1 | 1 | 3      |
| 2    | Umbria         | 1 | 0 | 0 | 1      |
| 3    | Marche         | 1 | 0 | 0 | 1      |
| 4    | Emilia-Romagna | 0 | 1 | 1 | 2      |
| 5    | Puglia         | 0 | 1 | 1 | 2      |
| 6    | Lazio          | 0 | 0 | 1 | 1      |

## Risultati

### Categoria Open

#### Girone A
- Andrea Casentini - Enrico Tecchiati 1-0
- Massimo Bolognino - Alberto Riccò 0-3ff
- Andrea Casentini - Massimo Bolognino 1-1
- Enrico Tecchiati - Alberto Riccò 2-0
- Massimo Bolognino - Enrico Tecchiati 2-0
- Alberto Riccò - Andrea Casentini 2-3

#### Girone B
- Ivano Russo - Stefano DeFrancesco 1-8
- Ivano Russo - Luca Capellacci 3-6
- Stefano DeFrancesco - Luca Capellacci 2-1

#### Girone C
- Giuseppe Triggiani - Giancarlo Giulianini 0-5
- Giuseppe Triggiani - Alex Iorio 0-2
- Giancarlo Giulianini - Alex Iorio 0-0

#### Girone D
- Vincenzo Varriale - Renzo Frignani 0-0
- Massimiliano Nastasi - Roberto Rocchi 2-0
- Vincenzo Varriale - Massimiliano Nastasi 0-1
- Renzo Frignani - Roberto Rocchi 4-1
- Massimiliano Nastasi - Renzo Frignani 1-0
- Roberto Rocchi - Vincenzo Varriale 1-5

#### Girone E
- Christian Filippella - Enrico Guidi 2-1
- Saverio Bari - Salvatore Randielli 5-0
- Christian Filippella - Saverio Bari 0-1
- Enrico Guidi - Salvatore Randielli 5-2
- Saverio Bari - Enrico Guidi 1-0
- Salvatore Randielli - Christian Filippella 0-4

#### Girone F
- Gianfranco Iazzetta - Marco Lauretti 1-2
- Gianfranco Iazzetta - Massimiliano Croatti 1-1
- Marco Lauretti - Massimiliano Croatti 2-1

#### Girone G
- Francesco Venturello - Francesco Quattrini 1-1
- Francesco Venturello - Stefano Capossela 2-2
- Francesco Quattrini - Stefano Capossela 1-0

#### Girone H
- Ivan Zarra - Francesco Mattiangeli 1-4
- Ivan Zarra - Andrea Catalani 1-1
- Francesco Mattiangeli - Andrea Catalani 1-1

#### Ottavi di finale
- Andrea Casentini - Francesco Venturello 2-0
- Francesco Mattiangeli - Luca Capellacci 1-0
- Saverio Bari - Alex Iorio 3-0
- Massimiliano Nastasi - Massimiliano Croatti 2-1
- Giancarlo Giulianini - Christian Filippella 0-1
- Marco Lauretti - Vincenzo Varriale 3-2 d.t.s.
- Francesco Quattrini - Massimo Bolognino 0-1 d.t.s.
- Stefano DeFrancesco - Andrea Catalani 2-1

#### Quarti di finale
- Andrea Casentini - Francesco Mattiangeli 2-1
- Massimiliano Nastasi - Saverio Bari 1-0
- Christian Filippella - Marco Lauretti2-1 *Stefano DeFrancesco - Massimo Bolognino 0-2

#### Semifinali
- Andrea Casentini - Massimiliano Nastasi 1-2
- Massimo Bolognino - Christian Filippella 2-3 d.t.s.

#### Finale
- Massimiliano Nastasi - Christian Filippella 1*-1 d.c.p.

### Categoria Under19

#### Finale
- Ilario Dragonetti - Francesco Quintano 7-1

### Categoria Veterans

#### Semifinali
- Carlo Melia - Francesco Ranieri 4-3
- Massimo Conti - Riccardo Marinucci 4-3 d.c.p.

#### Finale
- Carlo Melia - Massimo Conti 4-3 d.c.p.